# Mullanpur Dakha
Mullanpur Dakha é uma cidade e uma nagar panchayat no distrito de Ludhiana, no estado indiano de Punjab.

## Demografia
Segundo o censo de 2001, Mullanpur Dakha tinha uma população de 14,607 habitantes. Os indivíduos do sexo masculino constituem 53% da população e os do sexo feminino 47%. Mullanpur Dakha tem uma taxa de literacia de 69%, superior à média nacional de 59.5%: a literacia no sexo masculino é de 74% e no sexo feminino é de 63%. Em Mullanpur Dakha, 11% da população está abaixo dos 6 anos de idade.